# Ръгби Парк
Ръгби Парк  е стадион в град Килмарнък, Шотландия, на който играе домакинските си мачове ФК Килмарнък
Стадионът отваря официално врати на 1 август 1899 г. с мач срещу футболнния гранд на Шотландия „Селтик“.
През годините са осъществени различни подобрения от техническо естество, засягащи безопасното и икономически целесъобразното стопанисване на спортното съоръжение. Последните сериозни подобрения засягат капацитета на стадиона, който от 1995 г. вече е увеличен на 18 128 зрители.
Може да се похвали и с обстоятелството, че е домакинствал на 4 мача на националния отбор на Шотландия по футбол. Това са 3 домакински срещи с Уелс и среща с националния отбор на Естония.
През 2002 г. ръководството на футболен клуб „Килмарнък“ изгражда модерен 4-звезден хотел, непосредствено до стадион „Ръгби Парк“, с което чувствително подобрява инфраструктурата около стадиона.
Стадион „Ръгби Парк“ е използван за снимките на популярния филм на футболна тематика „Купата“, в който участват Робърт Дювал и шотландската футболна легенда Али Маккойст. Стадионът е бил и арена на голям концерт на британския попизпълнител Елтън Джон.